# Pontso Sekatle
Pontso SM Sekatle (sinh ngày 26 tháng 5 năm 1957) là một chính trị gia và học giả ở Lesotho. Sekatle giảng dạy tại Đại học Quốc gia Lesotho từ năm 1984 đến 2001. Vào tháng 6 năm 2001, cô được bổ nhiệm vào Thượng viện Lesotho, và vào ngày 6 tháng 7 năm 2001, cô trở thành Bộ trưởng Bộ Y tế và Phúc lợi xã hội. Cô là thành viên của khu vực bầu cử Nek của Qacha lần thứ ba với chiến thắng trong cuộc bầu cử năm 2012 và được bổ nhiệm làm Bộ trưởng Bộ Chính quyền Địa phương và các vấn đề lãnh đạo.
Tiến sĩ Sekatle với tư cách là Bộ trưởng của chính quyền địa phương, đã thực hiện các cuộc bầu cử địa phương vào năm 2005, lần đầu tiên của loại hình này ở Lesotho và ban đầu được hình dung trong năm 1968.

## Tuổi thơ
Sekatle sinh ngày 26 tháng 5 năm 1957 tại quận Qut Breath của Lesicia. Cô đã hoàn thành chương trình giáo dục tiểu học của mình tại Trường tiểu học Quthing, trung học tại Trường trung học Mopeli và Chứng chỉ trường Cambridge của cô tại trường trung học Masitise. Sekalte bắt đầu sự nghiệp với tư cách là giảng viên của Đại học Quốc gia Lesotho và tiếp tục trở thành Trưởng phòng của Bộ môn Nghiên cứu Chính trị và Hành chính. Vào tháng 6 năm 2001, cô được bổ nhiệm làm thành viên của Thượng viện. Chồng cô, Semano Sekatle, cũng là một thành viên của chính phủ, hiện đang giữ chức Bộ trưởng Bộ Dịch vụ Công cộng.

## Sự nghiệp chính trị
Trong cuộc bầu cử quốc hội tháng 5 năm 2002, đó là cuộc bầu cử đầu tiên của bà, bà đã đứng ra làm ứng cử viên của Quốc hội Dân chủ (LCD) cầm quyền tại khu vực bầu cử Nek của Qacha, trước đây do Thủ tướng Pakalitha Mosisili nắm giữ 72,4% số phiếu. Sau cuộc bầu cử, vào tháng 6 năm 2002, cô đã được chuyển từ vị trí Bộ trưởng Bộ Y tế sang Bộ trưởng Bộ Chính quyền Địa phương. Sau cuộc bầu cử quốc hội tháng 2 năm 2007, bà vẫn ở vị trí thứ hai trong chính phủ vào tháng 3 năm 2007  Cô là thành viên của khu vực bầu cử Nek của Qacha lần thứ ba với chiến thắng trong cuộc bầu cử năm 2012 và được bổ nhiệm làm Bộ trưởng Bộ Chính quyền Địa phương và các vấn đề lãnh đạo. Sekatle đã tham gia Đại hội đảng Dân chủ đảng Pakalitha Mosisili mới do đảng lãnh đạo thành lập vào năm 2012. Vào tháng 12 năm 2018, Semano Sekatle, chồng của Pontso và là nhà lập pháp của Quốc hội Dân chủ, đã trốn thoát khỏi Hội nghị Tất cả Basoto cầm quyền của Tom Thabane. Pontso ngay sau khi rời vị trí chủ tịch Liên đoàn Phụ nữ của Đảng Dân chủ. Suy đoán rằng Pontso sẽ sớm tuân theo và phù hợp với Công ước All Basoto đã được đưa vào phần còn lại vào tháng 4 năm 2019, khi cô được chính thức trình bày trước đại chúng ABC tại một trong những cuộc biểu tình của Thabane ở Peka, Leribe, như một trong những sản phẩm mới nhất của Công ước.

## Vị trí nắm giữ
Tiến sĩ Sekatle được bổ nhiệm làm Bộ trưởng của chính quyền địa phương với mục đích hiện thực hóa nỗ lực phân cấp của chính phủ Leseria được hình dung trong năm 1968. Cô được coi là người đã thúc đẩy các cuộc bầu cử địa phương vào năm 2005, lần đầu tiên của loại hình này ở Lesotho. Tiến sĩ Sekatle cũng đã lãnh đạo nhiều ủy ban điều hành khác nhau như Đại hội Lesoth cho Hội Phụ nữ Dân chủ (DCWL) và Liên đoàn Dân chủ (DCL). Cô bắt đầu với tư cách là Tổng thư ký vào năm 2008 và tiếp tục trở thành Chủ tịch của cả hai ủy ban mà cô đứng đầu vào năm 2016. Bà cũng là Phó Chủ tịch Hiệp hội Quản lý và Quản lý Cộng đồng Châu Phi (AAPAM), Phó Chủ tịch Diễn đàn Chính quyền Địa phương Liên bang (CWLG), Giám đốc UNESCO Lesotho và Giám đốc của Tập đoàn Phát triển Quốc gia Lesotho (LNDC). Cô đã xuất bản nhiều công trình khác nhau trong lĩnh vực hành chính công, quản trị và xây dựng thể chế.